# Ferdinand von Richthofen
Ferdinand Freiherr von Richthofen ou Barão Ferdinand von Richthofen (Carlsruhe, 5 de maio de 1833 — Berlim, 6 de outubro de 1905) foi um viajante, geógrafo e cientista alemão. É descrito como paciente, cortês e extremamente culto, o que sem dúvida contribuiu para o êxito das suas viagens de exploração à China. Foi eleito membro da Royal Society em 1902.
Fez sete grandes viagens na China entre 1868 e 1872, sendo patrocinado pelo Banco da Califórnia, em troca de relatórios exclusivos para a Câmara de Comércio de Xangai. Conheceu o sistema de rotas chamado Rota da Seda, chamando-lhe "Seidenstraße" (rota da seda em alemão). À época em que fez a exploração da China, na qual conseguiu compilar o primeiro mapa moderno do país, os chineses alimentavam um profundo ódio pelas potências ocidentais, pois haviam sido recentemente derrotados pela França, pela Grã-Bretanha e pela Rússia, e a recente revolta de Taiping havia sido esmagada. Apesar disso, Richthofen atravessou o país, tanto no sentido do comprimento como da largura, e em cinco anos não teve qualquer incidente.
Efectuou estudos geológicos, levantamentos topográficos e coligiu informação económica e social. De regresso à Alemanha, passou sete anos a elaborar o seu "Grande Mapa da China", que o consagrou como um dos mais notáveis geógrafos do mundo.
Foi laureado com a medalha Wollaston de 1892, concedida pela Sociedade Geológica de Londres. Sepultado no Südwestkirchhof Stahnsdorf.

## Obras
- "Die Kalkalpen von Voralberg und Nordtirol in Jahrbuch der geologischen Rei chsanst all", 1859-1861
- "Die Metallproduktion Kaliforniens in Petermanns Mitteilungen", 1865
- "Natural System of Volcanic Rocks", São Francisco 1867
- "Aufgaben und Met hoden der heutigen Geographie", Leipzig, 1883
- "Führer für Forschungsreisende", Berlim 1886
- "Triebkrafte und Richtungen der Erdkunde in neunzehnten Jahrhundert", Berlim, 1903